# AEG B.I

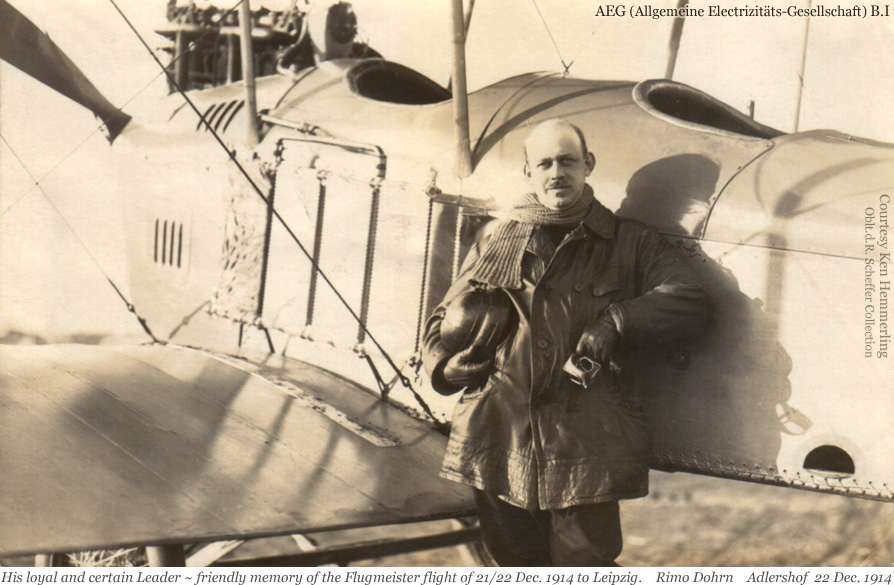
Rimo Dohrn vor seiner AEG B.I im Jahr 1914.

Die AEG B (Werksbezeichnung Z.3) aus dem Jahr 1913 und die AEG B.I aus dem Jahr 1914 waren deutsche Mehrzweckflugzeuge der AEG, Abteilung Flugzeugbau in Hennigsdorf bei Berlin.

## Geschichte
Das Flugzeug mit der zivilen Werksbezeichnung AEG Z6 wurde von der Inspektion der Fliegertruppe (Idflieg) mit der militärischen Bezeichnung AEG B.I den B-Flugzeugen (unbewaffnete Doppeldecker) zugeordnet und diente der deutschen Fliegertruppe 1914 und zu Beginn des Ersten Weltkrieges als zweisitziges unbewaffnetes Schul- und Aufklärungsflugzeug.
Die B.I wurde Ende 1914 durch die AEG B.II (Z9) und später die AEG B.III (Z10) ersetzt und fortan als Schulflugzeug eingesetzt.

## Konstruktion
Die Maschinen waren als dreistielige Doppeldecker mit Reihenmotor konzipiert. Der Aufbau bestand in der Hauptsache aus geschweißtem Stahlrohr, und auch die stoffbespannten Tragflächen bestanden aus jeweils zwei Stahlrohrholmen mit dazwischenliegenden Holzspanten.
Zum Schutz vor Überschlägen bzw. Kopfständen („Fliegerdenkmal“) bei missglückten Landungen befand sich in Höhe des Motors ein über den Schwanzsporn aktiviertes Bugrad. Hinsichtlich der Platzierung des Triebwerkes hatten die Entwickler wenig Geschick bewiesen, denn es ragte weit über den Rumpf hinaus und war somit wenig aerodynamisch, auch die beiden großen Kühler – jeweils einer auf jeder Seite des Rumpfes – schränkten die Aerodynamik ein.

## Technische Daten AEG B und B.I
| Kenngröße             | AEG B                                                                              | AEG B.I |
| --------------------- | ---------------------------------------------------------------------------------- | --- |
| Baujahr               | 1913                                                                               | 1914 |
| Stückzahl             | 2                                                                                  | 6 |
| Besatzung             | 2                                                                                  | 2 |
| Länge                 |                                                                                    | 10,50 m |
| Spannweite            | 15,50 m                                                                            | 14,50 m |
| Flügelfläche          |                                                                                    | 44,00 m² |
| Leermasse             |                                                                                    | 744 kg |
| Startmasse            |                                                                                    | 1040 kg |
| Triebwerk             | ein wassergekühlter 6-Zylinder-Reihenmotor NAG mit 75 PS (ca. 60 kW) Startleistung | ein wassergekühlter 6-Zylinder-Reihenmotor Benz FX (Bz II) oder Mercedes D I mit 100 PS (73,5 kW) Startleistung |
| Höchstgeschwindigkeit |                                                                                    | 110 km/h in NN                                                                                                  |
| Dienstgipfelhöhe      |                                                                                    | 2500 m |
| Bewaffnung            | –                                                                                  | – |